# ژلزنیک (استان بورگاس)
ژلزنیک (به بلغاری: Zheleznik) یک منطقهٔ مسکونی در بلغارستان است که در استان بورگاس واقع شده‌است.